# 青春舞曲 (ウイグル族民謡)
青春舞曲（せいしゅんぶきょく）は中国新疆ウイグル族の民謡で、王洛賓が採譜して中国語に直したもの。中国・台湾でよく歌われ、特に学生たちの愛唱歌である。 
1番の歌詞は次の通り。
太陽下山明早依旧爬上来

　太陽は山を下りても、明日早朝はいつものように登ってくる

花児謝了明年還是一様的開

　花は散っても、来年は同じように咲く

美麗小鳥飛去無影跡

　きれいな小鳥は飛び去ると足跡も残さない

我的青春小鳥一様不回来

　私の青春も小鳥と同じように還ってこない

我的青春小鳥一様不回来

　私の青春も小鳥と同じように還ってこない

別得那ya-yo別得那ya-yo

　Bie-di-na ya-yo, bie-di-na ya-yo

我的青春小鳥一様不回来

　私の青春も小鳥と同じように還ってこない
注：「別得那Biedina」はウイグル語で「小鳥」の意味。